# Pronto, Raffaella?
Pronto, Raffaella? è stato un programma televisivo italiano andato in onda su Rai 1 dal 3 ottobre 1983 al 7 giugno 1985 e condotto da Raffaella Carrà. Si tratta del primo spettacolo televisivo della Rai trasmesso nella fascia del mezzogiorno, orario in precedenza occupato dal monoscopio. Il programma ottenne un enorme successo, sebbene fosse trasmesso in una fascia oraria mai sperimentata dalla Rai.

## La trasmissione
Il programma era un talk-show di intrattenimento leggero, diretto da Gianni Boncompagni che ne era anche autore insieme a Lianella Carell, Irene Ghergo e Giancarlo Magalli ed andava in onda dagli studi Rai di Via Teulada 66 a Roma dalle 12:05 alle 14.20, con all'interno l'edizione delle 13.30 del TG1.
Al centro della trasmissione vi era l'interazione con il pubblico in diretta attraverso vari giochi telefonici, con i concorrenti da casa che nel corso di ogni puntata rispondevano a delle semplici domande poste dalla conduttrice con la possibilità di vincere considerevoli cifre. Uno dei giochi simbolo che hanno caratterizzato la trasmissione nell'immaginario collettivo del pubblico era Quanti sono?, soprannominato il gioco dei fagioli, ideato da Giancarlo Magalli sulla base di piccoli concorsi organizzati dai drugstore americani: i telespettatori dovevano indovinare il numero esatto di fagioli presenti all'interno di un barattolo di vetro, una cifra molto difficile da indovinare tanto che di puntata in puntata si creò sempre più suspense sia per l'aumentare del montepremi, che cresceva ad ogni tentativo errato, che per l'avvicinarsi al momento della soluzione dell'enigma. Lo stesso Gianni Boncompagni ha poi ammesso che questo gioco era stato copiato da un programma che andava in onda sull'emittente Tele Libera Firenze, dove era condotto da una giovane Cesara Buonamici, versione però negata da Magalli che si attribuisce la paternità del gioco. Altro gioco era Il gioco dei colori, in cui i concorrenti al telefono dovevano indovinare la domanda la cui risposta era per l'appunto un colore.
La trasmissione comprendeva anche momenti musicali, canzoni, balletti (coreografati da Sergio Japino) e interviste a persone comuni o personaggi famosi; infatti, si tratta dell'unica trasmissione televisiva che ha avuto come ospite in studio Madre Teresa di Calcutta. Per spezzare il ritmo erano presenti dei momenti comici, alcuni dei quali gestiti da Fabio Fazio, in quel periodo agli esordi come imitatore.
La scenografia dello studio rappresentava un appartamento con tanto di finestra sullo sfondo che si affacciava su un panorama di Roma, riproponendo inoltre le condizioni meteorologiche della capitale di quell'esatto giorno. All'interno dello studio erano presenti anche Punto e Virgola, un cane e un gatto che giravano liberamente per lo studio disturbando spesso Raffaella Carrà nei vari momenti della trasmissione. Raffaella Carrà cantava la sigla di testa della trasmissione. Ve ne furono quattro: la prime due furono Fatalità, che venne utilizzata dalla prima puntata sino alla puntata del 13 aprile 1984, e Que dolor, trasmessa invece a partire da quella del 16 aprile 1984 sino alla fine della prima stagione. Durante la seconda stagione si alternarono Dolce far niente e Bolero.

### Contesto televisivo e successo
Il programma è ricordato perché è stato il primo della Rai ad andare in onda nella fascia del mezzogiorno; fino a quel momento, infatti, la televisione pubblica avviava la programmazione alle 12:30, trasmettendo, perlopiù, repliche di programmi a carattere culturale. La decisione di programmare uno spettacolo anche in questo orario inedito per la Rai arrivò in seguito al successo dei quiz mattutini di Canale 5, all'epoca neonata televisione privata che ebbe per prima l'intuizione di inaugurare le trasmissioni in un orario considerato poco appetibile.
La risposta di Rai 1 ottenne da subito un grosso successo di pubblico, raggiungendo in poco tempo risultati d'ascolto molto elevati con 4.500.000 spettatori di media e punte di 9 milioni di contatti, incuriositi anche dalla quotidiana presenza in video di Raffaella Carrà, showgirl e conduttrice televisiva fino a quel momento in onda in TV solo nei varietà del sabato sera. 
In virtù del suo successo, ebbe anche una versione trasmessa proprio in prima serata: il supershow Buonasera Raffaella, che causò anche alcune polemiche per gli elevati costi per la sua realizzazione. Secondo alcuni esperti di comunicazione, con Pronto, Raffaella? nacque il topos della Tv nel salotto, espediente per creare un maggior contatto con il pubblico a casa.
Il tema dell'ambientazione domestica è stato riutilizzato in seguito in molti popolari programmi televisivi come ad esempio Tappeto volante di Luciano Rispoli, e per certi versi anche ne I fatti vostri di Michele Guardì. Fecero scalpore le lacrime e il dolore della conduttrice nella puntata del 24 dicembre 1984, a poche ore dalla Strage del Rapido 904 nella galleria tra Vernio e San Benedetto Val di Sambro, che causò 15 morti ed oltre 100 feriti, ma anche i "dolce" che Raffaella indirizzava ai bambini che telefonavano in trasmissione in uno spazio a loro dedicato.
Si gridò al miracolo, inoltre, quando una madre, che aveva telefonato per partecipare a un gioco a premi, rivelò che la figlia affetta da disturbi della parola era riuscita poco prima a pronunciare la frase "Raffaella ti amo". Il successo di Pronto, Raffaella? fu oggetto di studio delle televisioni americana, jugoslava, argentina, francese, spagnola, tedesca e di altri paesi di mezzo mondo. Alcuni paesi come la Germania, la Francia, il Perú, l'Argentina ed il Brasile ne copiarono il format. Raffaella Carrà dieci anni dopo ha riproposto con successo lo stesso format anche in Spagna su Telecinco (la TV spagnola di Mediaset) con il programma En casa con Raffaella.
Nel 1984 realizzò l'intervista scoop a Madre Teresa di Calcutta nella sua unica apparizione nota in un'emittente televisiva di lingua italiana.
L'anno successivo il programma si aggiudicò il Telegatto come Trasmissione televisiva dell'anno in ex aequo con il game-show di Canale 5 Zig Zag, condotto da Raimondo Vianello.

### DopoPronto, Raffaella?
Dopo due stagioni Raffaella Carrà abbandonò il programma, ma la Rai continuò a mandare in onda la trasmissione, affidandola ad Enrica Bonaccorti (sempre diretta da Gianni Boncompagni), cambiandone il titolo in Pronto, chi gioca?, ottenendo altrettanto successo. Dopo altri due anni, nel 1987, il format ebbe un'ulteriore evoluzione divenendo Pronto, è la Rai?, con la conduzione di Giancarlo Magalli (già autore delle due precedenti versioni) e Simona Marchini con la partecipazione di Andy Luotto e la regia di Lella Artesi.

## Spin-off
Sostituendo la striscia quotidiana Ora di punta, nel periodo pasquale del 1992 è in onda Pronto, Raffaella? - La parola ai bambini. Sono 3 puntate speciali in cui la Carrà conversa telefonicamente con dei bambini, alternando le telefonate alla proiezione dei film Disney Alice nel Paese delle Meraviglie, Musica maestro e Lo scrigno delle sette perle, che la Carrà ed i bambini commentano telefonicamente nell'intervallo e al termine della proiezione.